# Koyamaea
Koyamaea W.W.Thomas&Davidse é um género botânico pertencente à família Cyperaceae.
O gênero é composto por uma única espécie:

## Espécie
- Koyamaea neblinensis